# 파브라 노바 크리스탈리스 파이널 판타지
파브라 노바 크리스탈리스 파이널 판타지(FABULA NOVA CRYSTALLIS FINAL FANTASY)는 스퀘어 에닉스에서 발표된 『파이널 판타지 XIII』를 시작으로 제작되는 몇몇 작품들을 묶는 프로젝트를 칭한다.
「파브라 노바 크리스탈리스」는 「새로운 크리스탈 전설」을 의미한다.

## 작품 일람
- 파이널 판타지 XIII (2009년 12월 17일 발매, 플레이스테이션3)
  - 파이널 판타지 XIII 얼티밋 히트 인터네셔널 (2010년 12월 16일 발매, 엑스박스 360)
- 파이널 판타지 XIII-2 (2011년 12월 15일 발매, 플레이스테이션 3, 엑스박스 360)
- 라이트닝 리턴즈 파이널 판타지 XIII (발매는 2013년을 예정, 플레이스테이션 3, 엑스박스 360)
- 파이널 판타지 영식 (2011년 10월 27일 발매, 플레이스테이션 포터블) - 「파이널 판타지 아기토 XIII」로부터 타이틀명 변경
- 파이널 판타지 XV (2016년11월.29일 전세계 동시발매, 플레이스테이션 4, 엑스박스 원) - 「파이널 판타지 베르서스 XIII」로부터 타이틀명 변경, 플랫폼을 플레이스테이션 3에서 4로 변경

## 프로젝트 개요
개발 스탭은 노무라 테츠야(野村哲也)에 있어서 「『아기토 XIII(영식의 옛 타이틀명)』도 『베르서스 XIII』도 외전과 같은 위치가 아니라, 각각이 『XIII』」이며, 「이름은 단순히 그냥 『XIII』와 구별하기 위해 붙은 것일 뿐이다」라고 했다. 이후에도 이 프로젝트에 속한 타이틀이 발매될 가능성이 시사되고 있다.
2006년 5월 8일 발매 당초의 프로젝트 명칭은 「파브라 노바 크리스탈리스 파이널 판타지 XIII」였으나, 2011년 1월 18일에 『파이널 판타지 아기토 XIII』가 『파이널 판타지 영식』으로 타이틀 명을 변경한 것과 같이 프로젝트 전체 명칭도 「XIII」를 빼고 「파브라 노바 크리스탈리스 파이널 판타지」로 변경했다. 또한, 이전까지 단편적으로만 언급했던 신화를 구체적으로 밝혔다.

## 신화의 설정

### 신
무인
모신(母神). 부니벨제에게 당해 「불가시세계」에 몸을 감추었다.
부니벨제
무인을 죽여 세계를 손에 넣은 신. 세계가 유한하며 멸망을 맞을 운명인 것을 루인의 저주로 생각해, 불가시세계의 무인을 쫓기 위해 팔씨를 만든 후에 크리스탈이 되어 잠들어 있다.
팔씨＝펄스
세계를 찢고 불가시세계를 여는 문을 발견할 운명을 부여받은 팔씨. 많은 팔씨와 르씨를 낳았다. 인간들은 이 존재를 전능신이라고 여기고 있다.
팔씨＝에트로
잘못해 무인과 똑같은 모습으로 태어났기 때문에, 어떤 운명도 부여받지 못한 팔씨. 슬픈 나머지 그녀가 흘린 피에서 인간이 태어나고, 마음이 부여되었다. 인간들은 이 존재를 사신이라고 여기고 있다.
팔씨＝린제
에트로를 대신해 태어난 팔씨. 잠들어 있던 부니벨제를 위협으로부터 보호하며, 불가시세계를 여는 문이 발견되면 부니벨제를 깨울 사명을 부여받았다. 많은 팔씨와 르씨를 낳았다. 인간들은 이 존재를 수호신으로 여기고 있다.

## 명칭에 대해서
이 프로젝트 명은 라틴어라는 공식발표가 있었으나, 정확한 라틴어는 아니다. 「크리스탈」을 의미하는 라틴어 "crystallum"(고전식의 발음으로는 「크류스탓룸」, 후대의 관용어로는 「크리스타룸」으로도 발음)은 제 2변화 명사이며, 「크리스탈의」라는 의미이기에, "crystalli"(크류스탓리/단수 소유격)이거나 "crystallorum"(크류스탓로룸/복수 소유격)이 되지 않으면 안된다. 철자가 "crystallis"(크류스탓리스)이 되는 것은 복수 여격(与格)과 복수 탈격(奪格)만이며 「크리스탈의」이라는 의미는 성립하지 않는다.

## 인용 자료
1. ↑  패미통.com (2008년 6월 30일). “개발자에 직격 인터뷰 『디시디아 파이널 판타지』”. 2009년 1월 27일에 확인함.
2. ↑  GAME Watch (2006년 5월 24일). “스퀘어 에닉스, 2006년 3월기 결산설명회를 개최 「『FABULA NOVA CRYSTALLIS』로 게임이 더 발매할 가능성이 있다」”. 2009년 1월 27일에 확인함.
3. ↑  스퀘어 에닉스 (2006년 5월 9일). “프레스 릴리스 『FABULA NOVA CRYSTALLIS』” (PDF). 2009년 1월 27일에 확인함.